# Resolució 2429 del Consell de Seguretat de les Nacions Unides
La Resolució 2429 del Consell de Seguretat de les Nacions Unides, fou adoptada per unanimitat el 13 de juliol de 2018. Després d'examinar l'informe del Secretari General de les Nacions Unides sobre el Sudan i el Sudan del Sud, el Consell va decidir ampliar el mandat de l'Operació Híbrida de la Unió Africana i les Nacions Unides al Darfur (UNAMID) fins al 30 de juny de 2019, emfatitzant que la missió haurà de reduir-se fins a 4.050 efectius al final del mandat renovat, alhora que autoritza el desplegament de la policia, sense excedir en el nombre de 2.500 efectius.
El Consell també demana a UNAMID que faci el possible per posar fi a la violència intercomunitària, la delinqüència i el bandolerisme que afecten civils, condemna enèrgicament tots els morts resultats dels conflictes i atacs contra civils per elements militars i de les milícies, i exigeix que totes les parts al Darfur cessin immediatament tots els actes de violència, inclosos els atacs contra civils, forces de manteniment de la pau i el personal humanitari.